# Begraafplaats van Crécy-en-Ponthieu
De Begraafplaats van Crécy-en-Ponthieu is een gemeentelijke begraafplaats, gelegen in de Franse gemeente Crecy-en-Ponthieu (Somme). De begraafplaats ligt 450 m ten noorden van het centrum van Crécy. 

## Britse oorlogsgraven
Op de begraafplaats ligt een perk met 2 Britse militaire graven uit de Eerste Wereldoorlog. Deze graven zijn van driver Robert Francis Lowe (Royal Horse Artillery) en soldaat William Charles Funnell (Army Service Corps). Hun graven worden onderhouden door de Commonwealth War Graves Commission en zijn daar geregistreerd onder Crecy-en-Ponthieu Communal Cemetery .